# Ксалко, Уильям
Уильям Ксалко (англ. William Xalco; род. 14 июня 1984, Сундаргарх, Одиша) — индийский хоккеист на траве, участник летних Олимпийских игр 2004 года, участник Трофея чемпионов 2004 года. победитель юниорского Кубка Азии.

## Биография
На юношеском уровне Уильям Ксалко занимался хоккеем на траве в Pamposh Sports Hostel, Orissa и Air India Hockey Academy, Delhi. На взрослом уровне Ксалко выступал на позиции защитника за клубы Air India и Bharat Petroleum. В июле 2003 года Уильям стал победителем турнира Murugappa Gold Cup.
С 2004 года Ксалко стал выступать за национальную сборную Индии. Дебютным для индийского хоккеиста стало выступление на Sultan Azlan Shah Cup. В феврале он принял участие в матчевой встрече со сборной Нидерландов, а в марте помог сборной Индии квалифицироваться на Олимпийские игры, заняв вместе со сборной 4-е место в отборочном турнире. В апреле 2004 года Ксалко стал чемпионом Азии среди юниоров, забив по ходу турнира 2 гола.
В августе 2004 года Ксалко был включён в состав сборной для участия в летних Олимпийских играх в Афинах. На турнире Ксалко принял участие в первых трёх матчах группового турнира. По итогам соревнований сборная Индии заняла 7-е место из 12 участвующих сборных. Заключительным крупным турниром в футболке национальной сборной для Ксалко стал Трофей чемпионов, где сборная Индии пробилась в матч за 3-е место, однако уступила там сборной Пакистана 2:3.

## Награды
- В 2004 году получил награду Ekalavya Puraskar.